# Cereus spegazzinii
Cereus spegazzinii ist eine Pflanzenart in der Gattung Cereus aus der Familie der Kakteengewächse (Cactaceae). Das Artepitheton spegazzinii ehrt Carlos Luis Spegazzini.

## Beschreibung
Cereus spegazzinii wächst strauchig und ist reich verzweigt. Die aufrechten, übergebogenen oder fast kriechenden, lang zylindrischen, blaugrünen Triebe sind häufig heller marmoriert. Sie sind bis zu 2 Meter lang und weisen Durchmesser von bis zu 6,5 Zentimeter auf. Es sind drei bis fünf deutlich in Höcker aufgelöste bis gezähnte Rippen vorhanden. Die darauf befindlichen Areolen stehen weit auseinander. Die anfänglich zwei bis drei, später bis zu sechs Dornen sind schwärzlich und bis zu 1,5 Zentimeter lang.
Die weißen Blüten sind 10 bis 13 Zentimeter lang und weisen Durchmesser von 7 bis 9 Zentimeter auf. Die ellipsoiden Früchte sind rosafarben.

## Verbreitung, Systematik und Gefährdung
Cereus spegazzinii ist in Brasilien, in Paraguay, in Bolivien und im Norden Argentiniens in Höhenlagen bis zu 1400 Meter verbreitet.
Die Erstbeschreibung wurde 1899 von Frédéric Albert Constantin Weber veröffentlicht. Nomenklatorische Synonyme sind Piptanthocereus spegazzinii (F.A.C.Weber) Riccob. (1909) und Monvillea spegazzinii (F.A.C.Weber) Britton & Rose (1920).
In der Roten Liste gefährdeter Arten der IUCN wird die Art als „Least Concern (LC)“, d. h. als nicht gefährdet geführt.

## Nachweise